# Вбивство Кирила Тлявова
Вбивство Кирила Тлявова — вбивство 5-літнього хлопчика нетверезими працівниками Патрульної поліції України, що сталося 31 травня 2019 року в Переяславі на Київщині.
Двоє поліцейських відпочивали та вживали алкоголь на подвір'ї приватного будинку. Вони вирішили постріляти по металевих банках з вогнепальної зброї. Після рикошету одна з куль влучила у Кирила Тлявова, що грався у сусідньому дворі.

## Перебіг подій
31 травня 2019 року в Переяславі на Київщині поліцейський Іван Приходько зі знайомими відпочивав у родичів іншого поліцейського Володимира Петровця. Вони встановили металеві бляшанки та інші предмети, по яких стріляли з вогнепальної зброї. Мішені було встановлено навпроти ділянки, де були інші люди, поряд також знаходився дитячий майданчик.
На відстані 80 метрів від компанії поліцейських на дитячому майданчику грався 5-річний Кирило Тлявов з друзями. О 15:36 пролунав постріл. Після цього, за даними батьків, під час гри хлопчик несподівано впав і вдарився головою об бруківку.
Як стало відомо в ході слідства, стріляючи по мішенях, поліцейські влучили у дитину. Куля, пролетівши 52 метри, влучила в камінь, зрикошетила та, пролетівши ще 33 м, поранила в голову хлопчика. Таким чином, з вогнепальної зброї було випадково смертельно поранено в голову 5-річного Кирила Тлявова.
31 травня 16:55 черговий лікар лікарні Переяслава проінформував поліцію, що до лікарні привезли 5-літнього Кирила з вкрай важким пораненням. Пораненого хлопчика було доставлено у реанімацію з тяжкою закритою черепно-мозковою травмою, забоєм головного мозку, внутрішньо-мозковою гематомою, переломом скроневої кістки. Вночі хлопчика перевезли до Київського центру дитячої нейрохірургії та прооперували.
Лише о 23:30 хірург повідомив поліцію, що рентген голови Тлявова виявив інородне тіло і вхідний кульовий отвір у передній частині голови. Кирила прооперували, його стан був критичним. У пораненого було повністю роздроблено череп, лікарі не змогли витягнути кулю.
Лікарі визнали травму Кирила несумісною з життям. Стан Тлявова лишався стабільно важким, він перебував у комі та на апараті штучного дихання. Функції серцево-судинної системи підтримувались за допомогою медикаментів.
3 червня увечері хлопчик помер у київській лікарні.
5 червня у Переяславі відбувся похорон.

## Розслідування

### 2019
На місці вбивства було знайдено набої Флобера. О 4:04 ночі 1 червня усіх 4 учасників події було затримано. Між 23:30 та 4:00 годинами поліцейські провели обшуки, вилучивши речові докази.
Поліцейські виявили кров на дитячому майданчику. Біля ґанку сусіднього будинку було виявлено залишки пляшок і гільзи від стрілецької зброї. Будинок належить колишній дружині колишнього працівника поліції. Як виявилось згодом, поліцейські стріляли саме по пляшках. За підозрою було затримано місцевих поліціянтів, що перебували у стані алкогольного сп'яніння: це старший сержант Володимир Петровець та лейтенант Іван Приходько. Підозрювані спершу переконували, що хлопчик послизнувся і впав.
Патрульним поліцейським було вручено підозру з перекваліфікацією на умисне вбивство. 4 червня їм було обрано запобіжний захід. Підозрюваним обрали запобіжний захід — 60 днів без права внесення застави. Перед засіданням суду їм вручили нові повідомлення про підозри, що перекваліфіковали хуліганство на умисне вбивство. Підозрюваних було звільнено з поліції.
Спочатку затриманих підозрювали у замаху на умисне вбивство малолітньої дитини (ст. 208 ККУ), але увечері злочин кваліфікували за статтею 296 ч.4 (хуліганство із застосуванням вогнепальної зброї). Також було допитано інших свідків: Петровець та Кривошея знаходились поряд із Приходько, коли відбувся постріл. З ними були проведені слідчі експерименти.
Підозрювані не визнали провини і відмовились проходити тест на алкоголь і сліди пороху. За версією слідства, коли поліцейські стріляли, куля відрикошетила, пробивши черепну коробку хлопчика, що грався неподалік, і застрягла в мозку.
За кілька місяців у справі з'явилися нові підозрювані: 14-літній син Петровця Станіслав Петровець (який за даними слідства також можливо стріляв) і їхній друг Дмитро Кривошея. В будинку Петровця, де відпочивали підозрювані, окрім дорослих були також діти.
Адвокати надали суду протокол допиту неповнолітнього Дениса, який стверджував, що був біля Кирила і бачив зі зброєю двох інших, невідомих йому осіб. Але через заперечення прокуратури ці дані не було долучено до справи.
3 червня 2019 року було відсторонено керівництво райвідділку поліції, 4 червня подав у відставку начальник ГУНП у Київській області Дмитро Ценов. Він заявив, що несе відповідальність за дії підлеглих і попросив відправити його на війну з РФ, що триває на Донбасі. Також він сказав, що перерахує сім'ї вбитого хлопчика свій одноденний заробіток. Його перевели на службу в зону ООС, після чого він став помічником глави Нацполіції, до початку 2020 року звільнився з МВС.
За даними бабусі Кирила Олександри Тлявової, сестра та матір одного з убивць приходили до них додому у Переяславі, перерахувавши родині 10 тис. грн. Ще 6 тис. грн надіслала родичка іншого поліцейського.
Слідство тривало до листопада, кваліфікацію справи кілька разів змінювали. Врешті ніхто з підозрюваних не отримав звинувачення за статтею «умисне вбивство». Колишнього інспектора Приходька було звинувачено у «вбивстві з необережності».

### 2020
2 травня двох підозрюваних відпустили на свободу. Іван Приходько та Володимир Петровець вийшли під заставу. Спочатку сума застави сягала 273 тис. грн, але згодом її було зменшено. Під вартою було залишено одного підозрюваного, Івана Приходька, інший підозрюваний, син Петровця, знаходився під особистим зобов'язанням.
Як стало відомо 6 червня, поліцейські вистрілили щонайменше 10 разів у бік майданчика, де грався Кирил Тлявов. На 18-19 червня було призначено наступне судове засідання у справі.
16 грудня суд продовжив запобіжний захід обвинуваченому у вбивстві, його залишили під вартою щонайменше до 16 лютого 2021 року.

### 2022
22 грудня 2022 року Переяславський міський суд звільнив з-під варти четвертого обвинуваченого у вбивстві Івана Приходька (єдиний з чотирьох обвинувачених, який лишався в СІЗО) через рішення Європейського суду з прав людини. Йому було призначено цілодобовий домашній арешт із зобов‘язаннями без носіння електронного браслету «через нестачу пристроїв у правоохоронних органах» Також йому призначили компенсацію у понад 9 тисяч євро.

## Протести

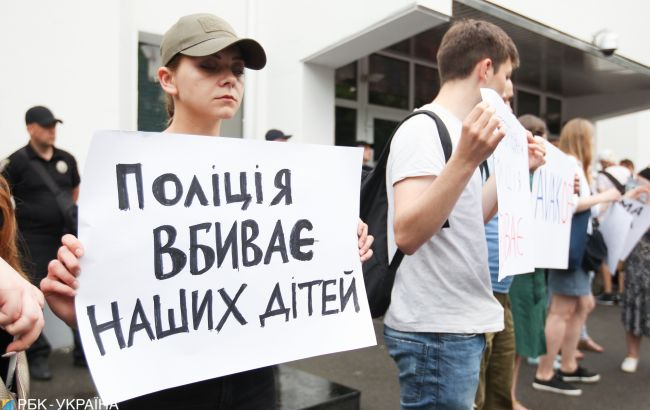
Мітинг після вбивства Тлявова, червень 2019

Загибель дитини викликала акції протесту під адмінбудівлями НПУ, а також вимоги відставки голови Нацполіції Сергія Князєва і Міністра МВС Арсена Авакова.
Було створено петицію про звільнення Авакова з посади міністра МВС, вона набрала 28 тисяч підписів, але президент Зеленський відмовився її розглядати. Сам Аваков заявив, що не писатиме заяву на звільнення і голова НПУ Князєв теж працює добре, отже не повинен йти у відставку.
Під МВС пройшли мітинги активістів з вимогою відставки Авакова, але він проігнорував їх.
4 червня протести з вимогою відставки Авакова та покарання винних пройшли у Києві, Львові, Одесі, Харкові, Кривому Розі, Івано-Франківську, Черкаси, Запоріжжі та інших містах України. У Переяславі акція переросла у сутички з поліцією. Поліціянти зі щитами оточили будівлю відділку, а активісти, серед яких були члени організації С14, почали жбурляти в них каміння та димові шашки. Далі поліціянти застосували силу.

## Вирок
25 травня 2023 року Переяслав-Хмельницький міськрайонний суд оголосив вирок у справі. Колишньому поліцейському Івану Приходьку призначено покарання у вигляді чотирьох років позбавлення волі за неумисне вбивство. Суд ухвалив врахувати його строк перебування під вартою, тому термін відбування покарання скорочено до пів року, адже до цього 3,5 роки він перебував у СІЗО. Крім того, з Приходька на користь держави стягнуть понад 135 тисяч гривень та мільйон гривень моральної шкоди родичам загиблого хлопчика: батькам Кирила — 800 тисяч гривень, бабусі — 200 тис. грн. Іншому правоохоронцю Володимиру Петровцю суд призначив випробувальний термін на 2 роки через незаконне збереження патронів.